# جاكي هود
جاكي هود (بالإنجليزية: Jackie Hood)‏ (8 يناير 1938 بغلاسكو في المملكة المتحدة - ) هو لاعب كرة قدم بريطاني في مركز الهجوم. لعب مع نادي إيفرتون ونادي ترانمير روفرز لكرة القدم ونادي إيست فيف وSt Roch's F.C. ‏.